# Khung phân loại Thư viện Quốc hội Hoa Kỳ
The Library of Congress Classification (Viết tắt là LCC - Khung phân loại Thư viện Quốc hội Hoa Kỳ) là một hệ thống phân loại thư viện được phát triển bởi Thư viện Quốc hội Mỹ. Nó được sử dụng bởi nhiều nghiên cứu và thư viện đại học ở Mỹ và nhiều nước khác; ví dụ, Úc, Đài Loan và Trung Quốc.
Phân loại ban đầu được phát triển bởi Herbert Putnam vào năm 1897, ngay trước khi ông đảm đương chức vụ quản lý thư viện Quốc hội. Theo ý kiến từ Charles Ammi Cutter, nó chịu ảnh hưởng của Hệ thống Phân loại Cutter mở rộng và DDC, và được thiết kế đặc biệt cho những mục đích và thu thập của Thư viện Quốc hội. Hệ thống mới đã thay thế một hệ thống vị trí vốn dĩ phát triển bởi Thomas Jefferson. Từ khi Putnam ra đi từ bài viết của mình vào năm 1939, tất cả các thứ hạng ngoại trừ lớp K (Luật) và những phần của lớp B (Triết học và Tôn Giáo) được phát triển tốt. Nó từng bị chỉ trích là thiếu một cơ sở lý thuyết âm thanh, rất nhiều các quyết định phân loại dựa trên nhu cầu thực tế của thư viện, chứ không phải là nhận thức luận cân nhắc. 
LCC cung cấp một chỉ dẫn kho sách thực sự trong thư viện, chứ không phải là phân loại thế giới.
The National Library of Medicine classification system (NLM) - Hệ thống phân loại Thư viện Y học Quốc gia dùng các chữ cái không được sử dụng: W và QS - QZ của Hệ thống phân loại. Một số thư viện sử dụng NLM kết hợp với LCC, ngoại trừ R (trong Y khoa). Những thư viện khác thì thích sử dụng sắp xếp QP - QR của LCC và bao gồm cả R (trong Y khoa).

## Hệ thống
| Ký tự | Đề mục                                                              |
| ----- | ------------------------------------------------------------------- |
| A     | Tổng quát                                                           |
| B     | Triết học, Tâm lý học và Tôn giáo                                   |
| C     | Khoa học bổ trợ của lịch sử                                         |
| D     | Lịch sử thế giới                                                    |
| E     | Lịch sử nước Mỹ                                                     |
| F     | Lịch sử của Hoa Kỳ và Anh, Hà Lan, Pháp, và Mỹ Latinh               |
| G     | Địa lý, Nhân chủng học, và Thú tiêu khiển                           |
| H     | Khoa học xã hội                                                     |
| J     | Khoa học chính trị                                                  |
| K     | Luật                                                                |
| L     | Giáo dục                                                            |
| M     | Âm nhạc                                                             |
| N     | Mỹ thuật                                                            |
| P     | Ngôn ngữ và Văn học                                                 |
| Q     | Khoa học                                                            |
| R     | Y học                                                               |
| S     | Nông nghiệp                                                         |
| T     | Công nghệ                                                           |
| U     | Khoa học Quân sự                                                    |
| V     | Khoa học Hải quân                                                   |
| Z     | Tài liệu tham khảo, Thư viện Khoa học và Tài nguyên Thông tin chung |

## Link ngoài
- Library of Congress - classification, loc.gov
- Cataloging Distribution Services - source of Library of Congress Classification schedules. loc.gov
- Classification outline, loc.gov
- How to read LCC call numbers Lưu trữ ngày 12 tháng 4 năm 2014 tại Wayback Machine, geography.about.com
- How to use LCC to organize a home library, zackgrossbart.com
- Easy Navigation and Search for LCC code, globaljournals.org